# Variables essentielles de biodiversité
Les variables essentielles de biodiversité (VEB; plus communément EBV pour l'anglais "essential biodiversity variables") sont un ensemble de paramètres destinés à constituer l'ensemble minimum de variables mesurables nécessaires et suffisantes pour décrire et prédire l'état et la dynamique de la biodiversité, au moins à l'échelle nationale et mondiale, et permettre d'harmoniser les efforts de surveillance, de recherche, de prévision et de gestion dans ce domaine par nature très divers.
Le concept, en partie basé sur celui des variables climatiques essentielles suivies par le Système mondial d’observation du climat,, est développé par un groupe interdisciplinaire de partenaires de recherche gouvernementaux et universitaires. Les EBV ont vocation à être utilisées pour éclairer la conception et la documentation des indicateurs tels que ceux de la Convention sur la Diversité Biologique pour les objectifs d'Aichi ou les Objectifs de Développement Durable fixés par l'ONU. 
Les EBV sont conçues de manière à être (1) pertinentes scientifiquement et au regard de ces objectifs globaux, (2) sensibles aux changements d'états de la biodiversité, (3) biologiques et généralisables d'un écosystème à l'autre, (4) applicables de l'échelle locale à l'échelle globale, (4) mesurables à grande échelle de préférence pour un coût supportable avec les savoir-faire existants ou prévisibles. 

## Classes / Catégories d'EBV
Les EBV candidates actuelles concernent toutes les échelles d'organisation de la biodiversité, du génome à l'environnement global, et occupent six classes : composition génétique, populations d'espèces, traits des espèces, composition de la communauté, structure de l'écosystème et fonction de l'écosystème. Chaque classe renferme plusieurs variables.
| Echelle    | Classe                       | EBV                                                                                          | Description | Remarques                                                                            |
| ---------- | ---------------------------- | -------------------------------------------------------------------------------------------- | --- | ------------------------------------------------------------------------------------ |
| Espèce     | Composition génétique        | Diversité génétique intraspecifique (richesse et hétérozygosité)                             | Diversité des séquences d'ADN entre les individus de l'espèce considérée                                                                        |                                                                                      |
| Espèce     | Composition génétique        | Différenciation génétique des populations (nombre d'unités génétiques et distance génétique) | Divergence de la composition génétique (identité et fréquence des allèles) entre différentes populations de l'espèce considérée                 |                                                                                      |
| Espèce     | Composition génétique        | Taille effective de population                                                               | Nombre d'individus d'une population théorique qui montrerait la même diversité génétique que l'espèce considérée                                |                                                                                      |
| Espèce     | Composition génétique        | Consanguinité                                                                                | Reproduction entre individus apparentés |                                                                                      |
| Espèce     | Populations d'espèces        | Distribution d'espèces données                                                               | Extension géographique d'une espèce ou d'un groupe d'espèces                                                                                    | Prévue dans ; Suivie depuis l'espace                                                 |
| Espèce     | Populations d'espèces        | Abondance des individus d'espèces données                                                    | Nombre d'individus d'une espèce ou d'un groupe d'espèces                                                                                        | Prévue dans                                                                          |
| Espèce     | Traits de vie des organismes | Phénologie des organismes                                                                    | Présence, absence, abondance ou durée des activités saisonnières des organismes                                                                 | Suivie depuis l'espace,                                                              |
| Espèce     | Traits de vie des organismes | Morphologie des organismes                                                                   | Variation des propriétés physiques (masse corporelle, etc.) des organismes de la même espèce                                                    | Suivie depuis l'espace (hauteur de la végétation)                                    |
| Espèce     | Traits de vie des organismes | Physiologie des organismes                                                                   | Fonctions chimiques ou physiques conditionnant l'adaptation et la réponse des organismes à l'environnement                                      | Suivie depuis l'espace,                                                              |
| Espèce     | Traits de vie des organismes | Mouvement (dispersion, migration)                                                            | Comportements liés à la mobilité spatiale des organismes Par exemple: dispersion, comportement migratoire, etc.                                 |                                                                                      |
| Espèce     | Traits de vie des organismes | Caractéristiques démographiques, reproduction                                                | Production sexuée ou asexuée de nouveaux individus Par exemple: âge de maturité, nombre de descendants, succès reproductif, etc.                |                                                                                      |
| Communauté | Composition des communautés  | Abondance dans la communauté                                                                 | Abondance des espèces dans les assemblages écologiques                                                                                          |                                                                                      |
| Communauté | Composition des communautés  | Diversité taxonomique / phylogénétique                                                       | Diversité des espèces (ou des positions phylogénétiques) dans les assemblages écologiques                                                       |                                                                                      |
| Communauté | Composition des communautés  | Diversité des traits des espèces                                                             | Diversité des traits fonctionnels dans les assemblages écologiques                                                                              |                                                                                      |
| Communauté | Composition des communautés  | Diversité des interactions entre les espèces                                                 | Diversité et structure des interactions multitrophiques des organismes dans les assemblages écologiques                                         |                                                                                      |
| Ecosystème | Fonction des écosystèmes     | Productivité primaire                                                                        | Taux de transformation de l'énergie en matière organique, principalement à travers la photosynthèse                                             |                                                                                      |
| Ecosystème | Fonction des écosystèmes     | Phénologie à l'échelle de l'écosystème                                                       | Durée et amplitude des processus cycliques observés au niveau de l'écosystème Par exemple: activité végétative, blooms phytoplanctoniques, etc. | Suivie depuis l'espace                                                               |
| Ecosystème | Fonction des écosystèmes     | Perturbation du fonctionnement d'un écosystème                                               | Déviations abruptes du fonctionnement de l'écosystème par rapport à sa dynamique régulière                                                      | Suivie depuis l'espaceNB statut d'EBV contesté en raison de sa nature non biologique |
| Ecosystème | Structure des écosystèmes    | Fraction du couvert vivant                                                                   | Fraction horizontale (ou projetée) d'une surface couverte par des organismes vivants Par exemple: végétation, macroalgues, corail vivant        | Suivie depuis l'espace,                                                              |
| Ecosystème | Structure des écosystèmes    | Distribution horizontale d’éléments d’un écosystème                                          | Distribution horizontale des unités de l'écosystème                                                                                             | Suivie depuis l'espace, (fragmentation)                                              |
| Ecosystème | Structure des écosystèmes    | Profil vertical de l'écosystème                                                              | Distribution verticale de la biomasse dans l'écosystème, au-dessus et en-dessous de la surface du sol                                           |                                                                                      |

## Projets et organismes associés
GEO BON (Group on Earth Observations – Biodiversity Observation Network; un projet coopératif d'universités internationales) a pour objet d'améliorer l'acquisition, la coordination et la mise à disposition d'observations de la biodiversité et des services associés, y compris en direction des décideurs et des communautés scientifiques,.
L'IPBES utilise le cadre conceptuel des EBV pour son analyse périodique des statuts et tendances de la biodiversité globale. En France, c'est également le cadre conceptuel retenu pour le Programme national de surveillance de la biodiversité terrestre. 
Le projet de coopération mondiale GLOBIS-B (Global Infrastructures for Supporting Biodiversity Research; financé par le programme européen Horizon 2020 de 2015 à 2018) avait pour mission de stimuler la coopération mondiale entre les infrastructures de recherche sur la biodiversité pour faire progresser la mise en œuvre pratique et le calcul des EBV,.
Le projet GlobDiversity (financé par l'Agence spatiale européenne) a pour objectif depuis 2017 de développer le suivi depuis l'espace de trois EBV compatibles avec la télédétection.
La Fondation pour la recherche sur la biodiversité et l'Office français de la biodiversité ont précisé en 2021 le statut du référentiel EBV au regard des indicateurs jusque là traditionnels.

## Développement
Le concept a été proposé pour la première fois en 2012, et développé dans les années suivantes,,.
La portée et la sélection des variables potentielles font l'objet de discussions en cours,,,,. Cela comprend la définition de l'EBV "répartition des espèces" et de l'EBV "abondance de la population", la mise en œuvre du cadre EBV, les données et les outils pour la création de données EBV, le flux de travail pour la création de produits de données EBV, les métadonnées et les normes de partage de données ainsi que l'intégration possible de variables abiotiques (par exemple celles mises en avant dans le cadre de l'intégrité de l'écosystème) avec des variables biotiques mises en évidence dans le cadre de l'EBV pour réaliser une surveillance complète de l'écosystème.
Les sources initiales de données pour les EBV sont classées en quatre types: programmes de surveillance extensifs, programmes de surveillance intensifs, études écologiques de terrain et télédétection. Chaque type a ses propres propriétés, la plupart complémentaires: l'intégration des données sera importante pour la création d'EBV représentatives, ainsi que pour identifier et combler les lacunes en matière de données initiales et affiner le suivi des variables sur le long terme.